# Didier Pepe
Didier Pepe, né le 1er mars 1998 à Abidjan, est un footballeur ivoirien évoluant au poste de défenseur central à l'Ittihad de Tanger.

## Palmarès

### En club
Ittihad de Tanger
- Championnat du Maroc
  - Champion : 2018